# Sorbus bulleyana
Sorbus bulleyana är en rosväxtart som beskrevs av Mcall.. Sorbus bulleyana ingår i släktet oxlar, och familjen rosväxter. Inga underarter finns listade i Catalogue of Life.